# Isidoro Díaz
Isidoro Díaz Mejía (14 de març de 1938) és un exfutbolista mexicà.

## Selecció de Mèxic
Va formar part de l'equip mexicà a la Copa del Món de 1962.